# Политичар
Политичар (грч. πολιτικός — јавни, државни) је особа који се практично или теоријски бави државним пословима, вјештак и зналац управљања државом или државник. Политичар предлаже, подржава и ствара законе или политике којима се управљају земљу и, по аналогији, њеним становништвом. Уопштено говорећи, „политичар” може бити свако ко жели да постигне политичку моћ у било којој бирократској институцији гдје се чинови додељују на основу подршке коју особа има.

## Схватање појма
Политичари су политички активни, посебно у политичкој партији. Политичар може бити особа која држи или тражи политичку функцију био изабран или именован, професионално или на други начин. Могу бити на позицији од локалног функционера до извршног, законодавног или судског функционера државних власти. Неки припадник полиције, као што је шериф, сматра се политичарем.

## Законска регулатива у Србији
У Србији уставно и законски није ограничено бављење политиком. Политиком се могу бавити сви пунолетни грађани. Независно од свог образовања, верске, националне, расне,  класне припадности, психичког, телесног или здравственог стања, као и социјално патолошког понашања. Такође, Устав и закони не забрањују бављење политиком лицима са криминалном или лустрацијском прошлошћу.
Сваки пунолетан, пословно способан држављанин Републике Србије има право да бира и да буде биран.
Изборно право је опште и једнако, избори су слободни и непосредни, а гласање је тајно и лично.
Изборно право ужива правну заштиту у складу са законом.— Члан 52. Устава Србије